# 98 Degrees
98 Degrees (hay 98°) là một ban nhạc pop và hiện đại của Mỹ bao gồm bốn ca sĩ: anh em Nick và Drew Lachey, Justin Jeffre và Jeff Timmons. Nhóm được thành lập bởi Timmons ở Los Angeles, California, mặc dù tất cả các thành viên của nhóm đều đến từ Ohio.
Không giống như hầu hết các ban nhạc nam, họ đã thành lập một cách độc lập và sau đó đã được thu âm bởi một hãng thu âm, thay vì được tuyển chọn bởi một hãng hay nhà sản xuất. Họ đã bán được hơn 10 triệu bản trên toàn thế giới và đạt được tám đĩa đơn 40 ca khúc hàng đầu ở Hoa Kỳ.
Nhóm đã tái xuất quay trở lại và đã có một đêm diễn tại Mixtape tại Hershey, PA vào tháng 8 năm 2012 cùng với nhiều ban nhạc và nghệ sĩ khác trong đó có Kelly Clarkson. Cũng trong năm 2013, nhóm phát hành một album mới mang tên 2.0 và đã có thêm một chuyến lưu diễn nữa mang tên "The Package" trong năm 2013.

## Albums

### Studio albums
| 98 Degrees                                                                           | - Ngày phát hành: 29 tháng 7 năm 1997 - Hãng đĩa: Motown - Định dạng: CD, cassette             | 145            | —              | —              | —              | —              | - RIAA: Gold - MC: 3× Platinum     |
| 98 Degrees and Rising                                                                | - Ngày phát hành: 20 tháng 10 năm 1998 - Hãng đĩa: Motown - Định dạng: CD, cassette            | 14             | 27             | 24             | —              | 33             | - RIAA: 4× Platinum                |
| This Christmas                                                                       | - Ngày phát hành: 19 tháng 10 năm 1999 - Hãng đĩa: Universal - Định dạng: CD, cassette         | 27             | —              | —              | —              | —              | - RIAA: Platinum                   |
| Revelation                                                                           | - Ngày phát hành: 26 tháng 9 năm 2000 - Hãng đĩa: Universal - Formats: CD, cassette            | 2              | 40             | 2              | 26             | —              | - RIAA: 2× Platinum - MC: Platinum |
| 2.0                                                                                  | - Ngày phát hành: 7 tháng 5 năm 2013 - Hãng đĩa: eOne - Định dạng: CD, digital download        | 65             | —              | —              | —              | —              |                                    |
| Let It Snow                                                                          | - Ngày phát hành: 13 tháng 10 năm 2017 - Hãng đĩa: Universal - Định dạng: CD, digital download | Được phát hành | Được phát hành | Được phát hành | Được phát hành | Được phát hành |                                    |
| "—": biểu thị một tiêu đề không biểu đồ hoặc không được phát hành trong lãnh thổ đó. |                                                                                                |                |                |                |                |                |                                    |

### Compilation albums
| Tiêu đề        | Chi tiết Album                                                                                    | Peak chart positions |
| Tiêu đề        | Chi tiết Album                                                                                    | US                   |
| -------------- | ------------------------------------------------------------------------------------------------- | -------------------- |
| Heat It Up     | - Japanese album - Ngày phát hành: 30 tháng 6 năm 1999 - Hãng đĩa: Motown - Định dạng: CD         | —                    |
| The Collection | - Ngày phát hành: ngày 7 tháng 5 năm 2002 - Hãng đĩa: Universal - Định dạng: CD, digital download | 153                  |

## Singles
| Tiêu đề                                                                              | Năm  | Peak chart positions | Peak chart positions | Peak chart positions | Peak chart positions | Peak chart positions | Peak chart positions | Peak chart positions | Peak chart positions | Peak chart positions | Peak chart positions | Chứng nhận       | Album                 |
| Tiêu đề                                                                              | Năm  | US                   | AUS                  | CAN                  | GER                  | IRE                  | NL                   | NZ                   | SWE                  | SWI                  | UK                   | Chứng nhận       | Album                 |
| ------------------------------------------------------------------------------------ | ---- | -------------------- | -------------------- | -------------------- | -------------------- | -------------------- | -------------------- | -------------------- | -------------------- | -------------------- | -------------------- | ---------------- | --------------------- |
| "Invisible Man"                                                                      | 1997 | 12                   | —                    | 4                    | —                    | —                    | —                    | 10                   | —                    | —                    | 66                   | - RIAA: Gold     | 98 Degrees            |
| "Was It Something I Didn't Say"                                                      | 1998 | —                    | —                    | —                    | —                    | —                    | —                    | —                    | —                    | —                    | —                    |                  | 98 Degrees            |
| "Because of You"                                                                     | 1998 | 3                    | 63                   | —                    | 99                   | —                    | 43                   | —                    | —                    | —                    | 36                   | - RIAA: Platinum | 98 Degrees and Rising |
| "True to Your Heart" (featuring Stevie Wonder)                                       | 1998 | —                    | 73                   | —                    | 52                   | —                    | 16                   | —                    | —                    | 25                   | 51                   |                  | 98 Degrees and Rising |
| "The Hardest Thing"                                                                  | 1999 | 5                    | 24                   | 10                   | —                    | —                    | —                    | 5                    | —                    | —                    | 29                   | - RIAA: Gold     | 98 Degrees and Rising |
| "I Do (Cherish You)"                                                                 | 1999 | 13                   | 23                   | 11                   | —                    | —                    | 71                   | 43                   | —                    | —                    | —                    |                  | 98 Degrees and Rising |
| "This Gift"                                                                          | 1999 | 49                   | —                    | 25                   | —                    | —                    | —                    | —                    | —                    | —                    | —                    |                  | This Christmas        |
| "Thank God I Found You" (with Mariah Carey and Joe)                                  | 2000 | 1                    | 27                   | 2                    | 28                   | 31                   | 24                   | 34                   | 43                   | 17                   | 10                   | - RIAA: Gold     | Rainbow               |
| "Give Me Just One Night (Una Noche)"                                                 | 2000 | 2                    | 21                   | 2                    | —                    | —                    | 40                   | 12                   | 33                   | 58                   | 61                   | - RIAA: Gold     | Revelation            |
| "My Everything"                                                                      | 2000 | 34                   | 88                   | —                    | —                    | —                    | —                    | —                    | —                    | —                    | —                    |                  | Revelation            |
| "The Way You Want Me To"                                                             | 2001 | —                    | —                    | —                    | —                    | —                    | —                    | —                    | —                    | —                    | —                    |                  | Revelation            |
| "Why (Are We Still Friends)"                                                         | 2002 | —                    | —                    | —                    | —                    | —                    | —                    | —                    | —                    | —                    | —                    |                  | The Collection        |
| "Microphone"                                                                         | 2013 | —                    | —                    | —                    | —                    | —                    | —                    | —                    | —                    | —                    | —                    |                  | 2.0                   |
| "Impossible Things"                                                                  | 2013 | —                    | —                    | —                    | —                    | —                    | —                    | —                    | —                    | —                    | —                    |                  | 2.0                   |
| "Circle of Life"                                                                     | 2017 | —                    | —                    | —                    | —                    | —                    | —                    | —                    | —                    | —                    | —                    |                  | Non-album single      |
| "—": biểu thị một tiêu đề không biểu đồ hoặc không được phát hành trong lãnh thổ đó. |      |                      |                      |                      |                      |                      |                      |                      |                      |                      |                      |                  |                       |